# Kolombatovićev glavoč
Glavoč Kolombatovićev (lat. Gobius kolombatovici) riba je iz brojne porodice glavoča (lat. Gobiidae). Prvi put je pronađen 1998. godine na sjevernom dijelu Jadranskog mora, i to na četiri lokacije: Plovanov stol, Kamenjak, rt Tenki i rt Sv. Marak na istočnoj obali otoka Krka.
Živi na dubini od 15-38 metara, na dnu od pijeska, finog, malog šljunka i kamenja, uvijek blizu skrovišta (pukotine, stijene ili rupe). Najveća veličina se kreće od 10-12 cm, po jednom, a po drugom izvoru 9,2 cm. Žućkaste je boje s vidljivim narančastim mrljama po tijelu, mrlje su poredane u uzdužnim redovima. Trbuh joj je svijetao, bjelkast. Tijelo ovog glavoča je izduženo, prekriveno ljuskama, s velikom glavom. U ustima ima nekoliko redova zubiju, a prvi red je najveći. Na prvoj leđnoj peraji ima crnu mrlju. Ishrana i razmnožavanje je još vijek nepoznanica.

## Rasprostranjenost
Ova vrsta je endemska vrsta Jadranskog mora i dosada je pronađena samo na njegovom sjevernom dijelu.

## Vanjske poveznice
|  | Zajednički poslužitelj ima još gradiva o temi Gobius kolombatovici |
|  | Wikivrste imaju podatke o taksonu Gobius kolombatovici             |